# سام شيلتون
سام شيلتون (بالإنجليزية: Sam Shilton)‏ هو لاعب كرة قدم بريطاني في مركز الدفاع، ولد في 21 يوليو 1978 في نوتنغهام في المملكة المتحدة. لعب مع كوفنتري سيتي وكيدرمينستر هاريرز ونادي بليموث أرجايل ونادي بيرتن ألبيون ونادي كيترينغ تاون ونادي هارتلبول يونايتد.

## وصلات خارجية
- سام شيلتون على موقع قاعدة بيانات كرة القدم.إي يو (الإنجليزية)
- سام شيلتون على موقع Soccerbase.com (لاعب) (الإنجليزية)
- سام شيلتون على موقع عالم كرة القدم.نت (الإنجليزية)